# Constantin Moldoveanu
Constantin (Costică) Moldoveanu (né le 25 octobre 1943 en Roumanie - mort en 2013) est un joueur de football international roumain.
Moldoveanu est surtout connu pour avoir fini meilleur buteur du championnat de Roumanie lors de la saison 1970-71 avec quinze buts (à égalité avec les joueurs Florea Dumitrache et Gheorghe Tătaru).